# Limmer Brücke

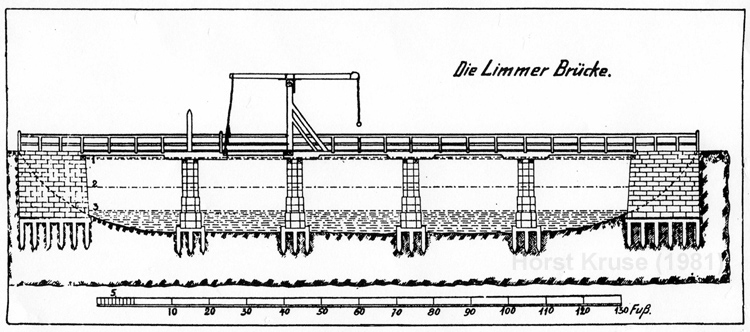
Die Limmer Brücke
(Zeichnung aus dem Jahr 1795)

Die Limmer Brücke oder auch Limmerbrücke war eine Brücke über die Leine. Sie verband vom 17. bis zum 19. Jahrhundert nahe der Ortsgrenze zu Limmer die heutigen hannoverschen Stadtteile Herrenhausen und Linden.

## Geschichte

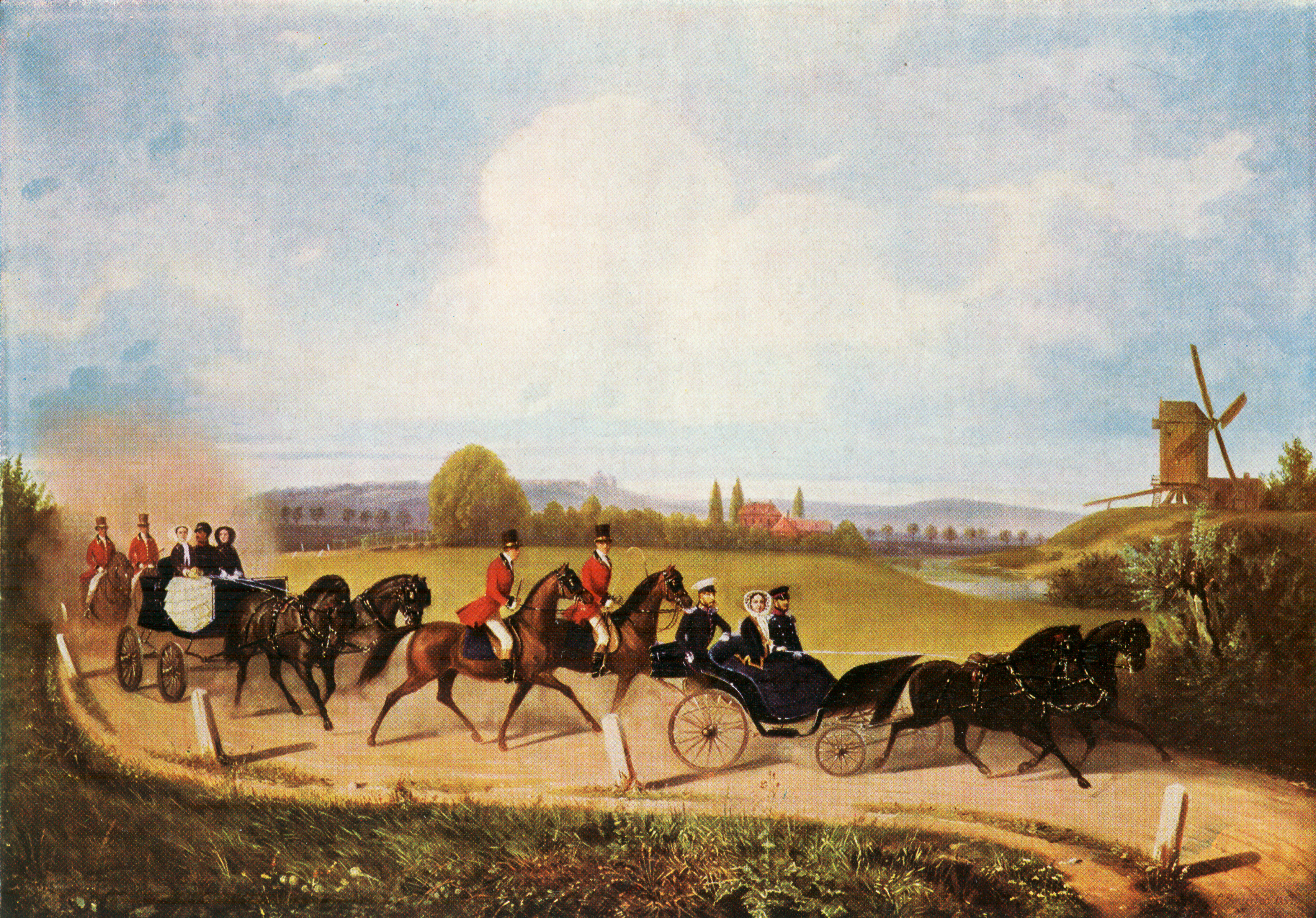
Auf der „Rückkehr vom Kronsberg“ nähern sich König Georg V. und Königin Marie in offener Kutsche bei Limmer und der dortigen Windmühle der vom Maler als Standort genutzten Limmer Brücke.
Ölgemälde von Eduard Frederich, 1853, Fürstenhaus Herrenhausen-Museum

Die Limmer Brücke entstand im Zuge der Anlage des herzoglichen Gutshofes in Herrenhausen, der durch Ergänzungen und Neubauten zum Schloss Herrenhausen ausgebaut wurde. Die Brücke wurde in der Frühzeit des Kurfürstentums Braunschweig-Lüneburg in den Jahren von 1690 bis 1693 errichtet. Mittels der über die Leine gespannten Holzbrücke, die rund 2000 Thaler gekostet hatte, konnten dann sowohl vornehme Gespanne rollen als auch Baumaterialien etwa für Schloss Herrenhausen herangeschafft werden.
Südlich des Schlossbezirks querte die Limmer Brücke die Leine oberhalb der Einmündung der Fösse. Die südöstlich verlaufende heutige Limmerstraße führte als Teil der Fernstraße von Osnabrück nach Linden und weiter nach Hannover. Die Limmer Brücke verband damit auch den entstehenden repräsentativen Großen Garten mit dem der Versorgung dienenden Küchengarten. Die von der Fernstraße auf einer kleineren Brücke nahe der später errichteten Limmer Windmühle überquerte Fösse und der Unterlauf der Leine bildeten hier östlich des Blumenauer Dorfes Limmer bis 1852 die Grenze der Ämter Blumenau und Linden.
Die Limmer Brücke war etwa 130 Fuß lang. Auf gemauerten Brückenköpfen an den beiden Ufern und Stützen in der Leine war die Holzbohlenbrücke in fünf Segmente geteilt. Das zweite davon konnte als Zugbrücke geöffnet werden, um Schiffe durchfahren zu lassen. Im Kriegsfall konnte die Brücke durch das Entfernen der Holzbohlen unpassierbar gemacht werden. Unter der Brücke verliefen auf dem Flussgrund verlegte Bleirohre. Sie waren ein Teilabschnitt der ansonsten hölzernen Wasserleitungen vom Dieckborn im Küchengarten und von den Badebornteichen zu den Wasserhochbehältern für den Großen Garten.
Je nach ihrem Anstrich hieß die Limmer Brücke zunächst auch „Rote Brücke“ und später „Weiße Brücke“.
Die 1866 mit der Annexion Hannovers und der Beschlagnahme des Privatvermögens des Königs Georg V. in preußischen Staatsbesitz gekommene Brücke erforderte häufig Reparaturen. Schon 1871 hatte es Bedenken gegeben, sie von aus dem Deutsch-Französischen Krieg heimkehrenden Truppen überqueren zu lassen. Zuletzt war die Brücke 1893 umgebaut worden. Sie war 1895 seit längeren für Lastfuhrwerke gesperrt, doch hatten die Bewohner von Limmer weiter das Recht, sie zur Bewirtschaftung ihrer gepachteten Wiesenflächen jenseits der Leine zu befahren, was zur Heuernte 1895 auch genutzt wurde. Fußgänger durften die Limmer Brücke zuletzt nur noch einzeln überqueren.
Am Nachmittag des 4. Juli 1895 gegen 3 Uhr löste sich das Gestein des gemauerten Nordendes der Brücke und dieses stürzte ein. Ein dabei auf der Brücke befindlicher schaulustiger zehnjähriger Junge aus Linden stürzte mit den Trümmern ins Wasser und wurde später tot geborgen.

## Brückenersatz
Bereits am 6. Juli berichtete der Hannoversche Anzeiger von einer Fähre, die fortan Fußgängern die Leinequerung zwischen dem hannoverschen Stadtteil Herrenhausen und der Nachbarstadt Linden ermöglichte. Betreiber der bis 1913 genutzten Verbindung war der Wirt der Schwanenburg am Lindener Ufer. Wegen des Baus des Stichkanals Linden und des Leinehafens musste der Fährbetrieb schließlich eingestellt werden.
In den 1950er Jahren entstand nahe der einstigen Limmer Brücke die Schwanenburgbrücke als Teil des Westschnellwegs. Bei den verschiedenen Baumaßnahmen wurde allerdings das Flussbett der Leine um etwa 100 m nach Norden verlegt.

## Sonstiges
Die Limmer Brücke war am 18. Juni 1842 Ziel der ersten überlieferten Ruder-Wettfahrt in Hannover. Acht Kähne waren dazu bei der Ihmebrücke gestartet. Auch einige Wochen vor ihrem Einsturz 1895 lag die Limmer Brücke noch an der hannoverschen Regattastrecke. Dabei mussten Polizisten das Publikum am Stehenbleiben auf der bereits als baufällig eingeschätzten Brücke hindern.

## Rezeption
Hermann Löns fasste 1898 die Geschichten um den Einsturz der Brücke in seinem Gedicht Vorsicht zusammen.
Vor Limmer stand einst eine Brücke,

Die fiel ins Wasser hinein,

Dabei ist zu Tode gekommen

Ein unschuldig Knäbelein.

Die Jahre kamen und gingen,

Die Brücke ward nicht gebaut;

Warum? Darüber ward manche

Verkehrte Vermutung laut.

Man sagte, uneinig seien

Die Regierung und die Stadt,

Und das sei der Grund, daß die Brücke

Man nicht wieder errichtet hat.

Ihr irrt euch, liebe Leute;

Der Grund ist, hört mich an:

Man will die Brücke nicht bauen,

Damit sie nicht einstürzen kann.